# Trachylepis aureopunctata
Trachylepis aureopunctata är en ödleart som beskrevs av Grandidier 1867. Trachylepis aureopunctata ingår i släktet Trachylepis och familjen skinkar. IUCN kategoriserar arten globalt som livskraftig.
Artens utbredningsområde är Madagaskar. Inga underarter finns listade i Catalogue of Life.